# Zasłonak ziemiowonny
Zasłonak ziemiowonny (Cortinarius umbrinolens P.D. Orton) – gatunek grzybów należący do rodziny zasłonakowatych (Cortinariaceae).

## Systematyka i nazewnictwo
Pozycja w klasyfikacji według Index Fungorum: Cortinarius, Cortinariaceae, Agaricales, Agaricomycetidae, Agaricomycetes, Agaricomycotina, Basidiomycota, Fungi.
Po raz pierwszy opisał go w 1980 r. Peter Darbishire Orton w Wielkiej Brytanii. Synonim: Cortinarius sericeofibrillosus Bidaud & Boutev. 2001. Andrzej Nespiak w 1981 r. nadał mu polską nazwę zasłonak surowy, Władysław Wojewoda w 2003 r. uznał ją za nieodpowiednią i zarekomendował nazwę zasłonak ziemiowonny.

## Morfologia
Kapelusz
Średnica 2–5 cm, u młodych okazów stożkowaty, u starszych płasko rozpostarty z tępym garbem. Jest higrofaniczny; w stanie wilgotnym intensywnie czerwonobrązowy z garbkiem o barwie prawie czarnej, w stanie suchym ochrowobrazowy. Powierzchnia matowa i gładka, brzeg gładki i ostry, u młodych okazów z resztkami białawej zasnówki
Blaszki
Szeroko przyrośnięte do trzonu, szerokie, początkowo kremowe, potem żółtoochrowe.
Trzon
Wysokość 5–8 cm, grubość 0,4–0,6 cm, walcowaty, kruchy, początkowo pełny, potem pusty. Powierzchnia ciemnoczerwonobrązowa pokryta białymi włókienkami, miejscami tworzącymi nieregularne pierścienie.
Miąższ grzyba
Cienki, ciemnoczerwonobrązowy, bez wyraźnego zapachu i smaku.
Zmienność
Występuje też forma o kapeluszu żłobionym, z blaszkami prześwitującymi do 1/3 promienia o cynamonowobrązowej barwie i stęchłym, ziemistym zapachem.
Gatunki podobne
Zasłonak oszroniony (Cortinarius hemitrichus) odróżnia się ziemistym zapachem i siedliskiem; występuje głównie pod brzozami.

## Występowanie i siedlisko
Podano liczne stanowiska w Europie, poza nią mniej liczne w Ameryce Północnej i rosyjskich obszarach Azji. W Polsce podano wiele stanowisk, ale jest gatunkiem rzadkim. Na Czerwonej liście roślin i grzybów Polski ma status E – gatunek wymierający, którego przeżycie jest mało prawdopodobne, jeśli nadal będą działać czynniki zagrożenia. Najbardziej aktualne stanowiska podaje internetowy atlas grzybów. Znajduje się w nim na liście gatunków zagrożonych i wartych objęcia ochroną.
Naziemny grzyb mykoryzowy występujący w liściastych i mieszanych lasach pod brzozami, według innych źródeł głównie pod świerkami, ale także pod brzozami.